# Moate
Mote is een plaats in het Ierse graafschap County Westmeath. De plaats telt 1941 inwoners.